# Маулана Абул Калам Азад

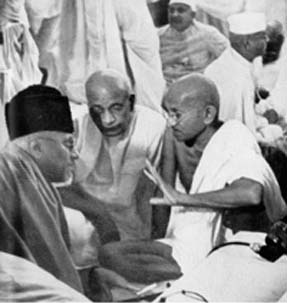
Ганді, Петель та Абул Калам Азад (ліворуч)

Маулана Абул Калам Азад (*11 листопада 1888 — †22 січня 1958) — індійський політичний діяч та вчений. Один з лідерів національно-визвольного руху, послідовний прихильник індійсько-мусульманської єдності.
Походив зі старовинного роду делійських улемів. На початку політичної діяльності в 1908 році був пов'язаний з бенгальськими терористами. З 1912 — член, а в 1923 і 1939–1943 роках голова Індійського національного конгресу. В 1912—1914 роках видавав урдумовну газету «Аль-Хіляль» (Півмісяць) — орган антианглійської пропаганди найрадикальнішої частини мусульманської інтелігенції.
Азад був одним з керівників кампанії громадянської непокори в 1919—1922 та в 1930 роках. Очолював індійську делегацію під час перемовин з Великої Британією в 1942, 1945 та 1946 роках. Автор коментарів до Корану та робіт з філософії та історії літератури урду. З 1947 року — міністр освіти Індії.